# Böhmerheide
Böhmerheide ist ein Ortsteil der amtsfreien Gemeinde Schorfheide im Landkreis Barnim in Brandenburg.

## Geografie
Der Ort liegt 15 Kilometer westnordwestlich von Finowfurt, dem Sitz der Gemeindeverwaltung und 24 Kilometer westnordwestlich von Eberswalde, dem Verwaltungssitz des Landkreises. Er befindet sich auf der Gemarkung von Groß Schönebeck. Die Siedlung umschließt den Weißen See an drei Seiten, lediglich das Nordufer ist unbebaut. Hier grenzt der Ort an das Biosphärenreservat Schorfheide-Chorin, im Westen an den Kuhpanzsee, der zum Landkreis Oberhavel gehört.

## Geschichte
Die Landenge zwischen dem Nordufer des Weißen Sees und dem Aalkastenfließ zeigt Spuren langzeitiger Besiedlung, die vom europäischen Spätneolithikum bis in die frühe Neuzeit reichen. Hierzu zählen neben Steinwerkzeugen und einem Gräberfeld zahlreiche Keramikfunde. Die auf Luftaufnahmen sichtbaren Spuren mittelalterlicher Hofstellen sind den durch Dokumente belegten Dörfern Alt- und Neu-Gröben zuzuordnen. Diese entstanden wohl im Verlaufe der deutschen Ostsiedlung im Hochmittelalter, wurden aber schon ab Mitte des 14. Jahrhunderts, vermutlich als Folge der Pestwelle von 1347, nur noch als Wüstung erwähnt.

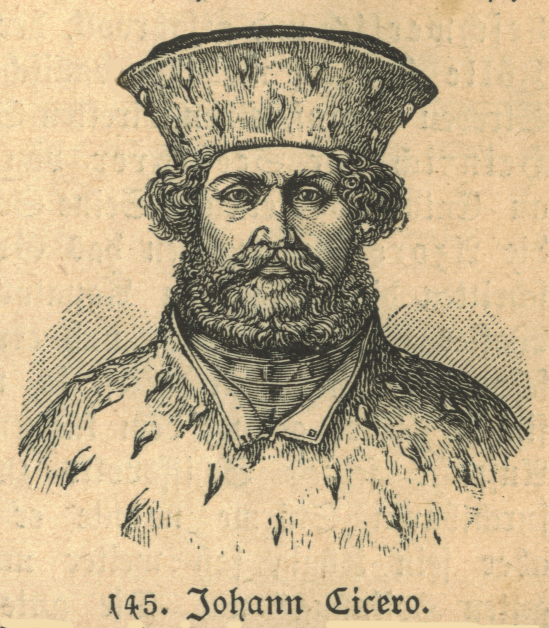
Johann Cicero, Kurfürst von Brandenburg

Als Geburtsurkunde des heutigen Böhmerheide gilt eine Urkunde des Kurfürsten Johann Cicero aus dem Jahre 1491, mit der er die „Gebrüder und Vettern Bome“ aus Groß Schönebeck mit den „wüsten Dorfstätten Alt- und Neu-Gröben“ belehnte. Zweige der Familie, deren fortdauernde Belehnung auch in den folgenden Jahrhunderten durch Urkunden belegt ist, lebten in Hammer sowie weiterhin in Groß Schönebeck. Die Bezeichnung „Böhmerheide“, dessen Name sich von der belehnten Familie herleitet, taucht erstmals in einem 1699 geschlossenen Vertrag auf. Eine Besiedlung im Bereich des heutigen Böhmerheide lässt sich erst wieder für das Jahr 1714 vermuten, als ein Adam Baum/Bohm die Erlaubnis Friedrich Wilhelms I. erhielt, auf der Feldmark Gröben ein Haus zu errichten. Aus dieser Keimzelle entstand Groß-Böhmerheide, das bis zum 20. Jahrhundert zu einem größeren Gutsbetrieb anwuchs. Das Areal befindet sich heute im Außenbereich jenseits des Ortsausgangs Richtung Groß Schönebeck.
Im Jahre 1783 erbaute ein in Hammer ansässiger Zweig der Bohms auf der alten Feldmark Gröben das „Etablissement“ Klein-Böhmerheide. Es brannte 1897 nieder und wurde nicht wieder aufgebaut.
Nach mehreren Eigentümerwechseln von Groß-Böhmerheide zu Beginn des 20. Jahrhunderts und der weitgehenden Einstellung des Gutsbetriebes begann im Laufe der 1920er Jahre die Parzellierung des heutigen Ortsgebietes zu Siedlungszwecken. Das Reichserbhofgesetz vom 29. September 1933 setzte einer geplanten Flächenerweiterung ein vorläufiges Ende, da es eine weitgehende Unveräußerlichkeit von Ackerland und das Verbot seiner Umwandlung in Siedlungsland bedeutete. Die ursprünglich geplante Struktur mit einer ausgebauten Uferpromenade, Parkflächen und sogar einer Kirche wurde nicht mehr verwirklicht. Böhmerheide entwickelte sich in den folgenden Jahrzehnten zum Erholungsort, hauptsächlich für Berliner Bürger. Dieser Prozess beschleunigte sich nach dem Zweiten Weltkrieg, zudem entstanden Urlaubsobjekte und Ferienlager mehrerer Großbetriebe. Der Anteil dauerhaft bewohnter Immobilien blieb bis zur deutschen Wiedervereinigung gering, stieg seither jedoch kontinuierlich an.
Böhmerheide war ein Ortsteil der ehemaligen Gemeinde Groß Schönebeck und wurde durch deren Zusammenlegung mit Finowfurt am 26. Oktober 2003 ein Teil der neu geschaffenen Gemeinde Schorfheide.

## Politik

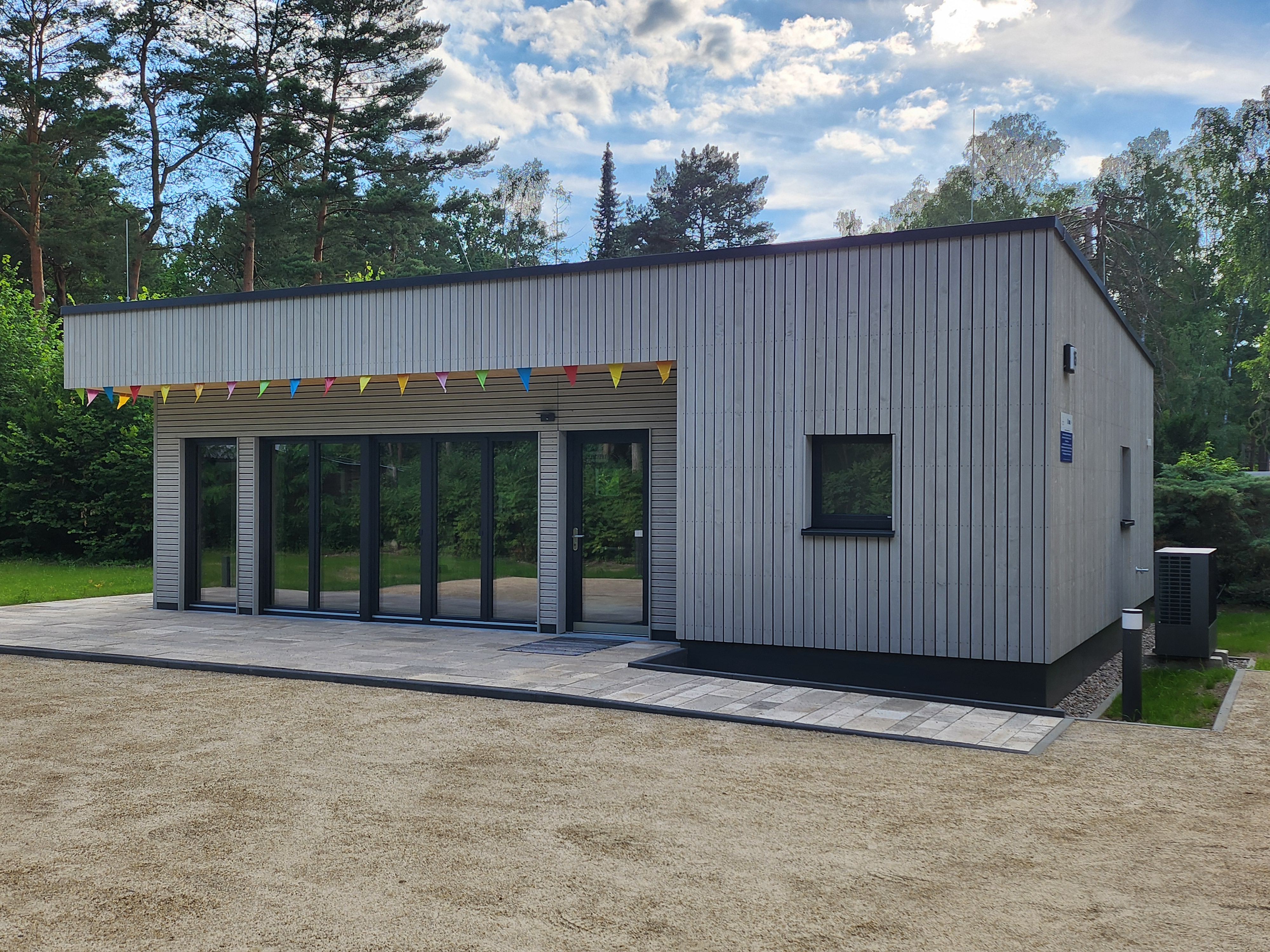
Dorfgemeinschaftshaus Böhmerheide

| Partei / Wählergruppe | Stimmenanteil (Prozent) | Sitze |
| --------------------- | ----------------------- | ----- |
| Bündnis Schorfheide   | 100,0                   | 3     |

### Ortsbeirat
Die Wahlen zu den Ortsbeiräten erfolgen im Land Brandenburg parallel zu den Kommunalwahlen. Am 9. Juni 2024 fanden die letzten Wahlen zum Ortsbeirat bei einer Wahlbeteiligung von 80,0 Prozent statt. Das Bündnis Schorfheide besetzt seither alle drei Sitze im Ortsbeirat, die konstituierende Sitzung fand am 21. Juni 2024 statt.

### Ortsvorsteher
Der Ortsbeirat wählt aus seiner Mitte den Ortsvorsteher. Gerhard Schmidt (Bündnis Schorfheide) ist seit 2014 Ortsvorsteher von Böhmerheide. Er wurde 2024 für eine dritte Amtszeit von fünf Jahren gewählt.

### Dorfgemeinschaftshaus
Der Ortsteil besaß bis 2024 keine öffentlichen Gebäude. Sitzungen des Ortsbeirates und Wahlen wurden daher überwiegend im Restaurant Am Weissen See sowie in mobilen Wahlcontainern durchgeführt.
Nach langjähriger Planung konnte der Bau eines eigenen Dorfgemeinschaftshauses im Drosselweg 15 im Frühjahr 2024 abgeschlossen werden. Es wurde am 7. Juni 2024 feierlich eingeweiht.

## Sehenswürdigkeiten und Tourismus

### Der Weiße See

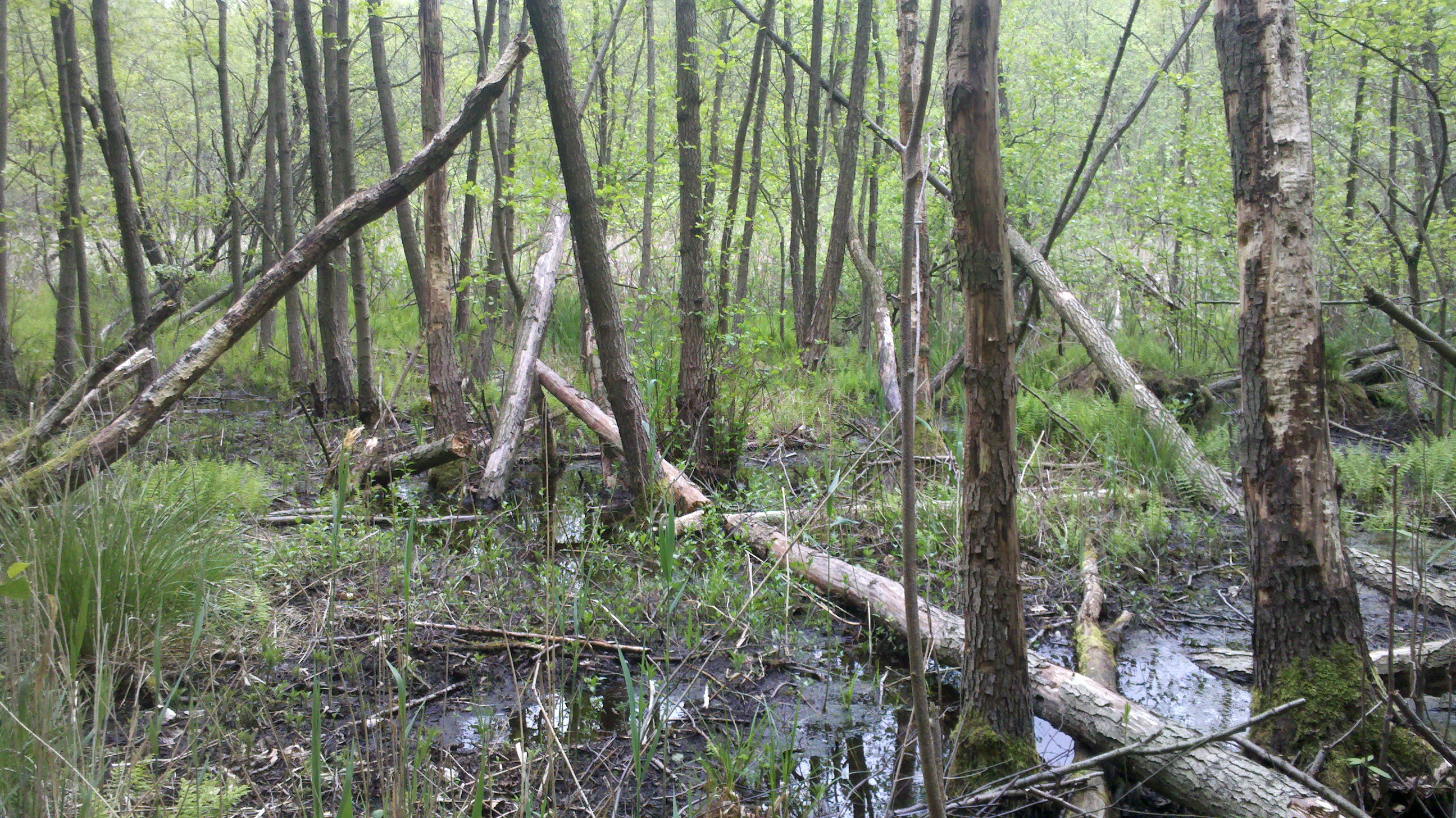
Fast vollständig verlandeter Papensee

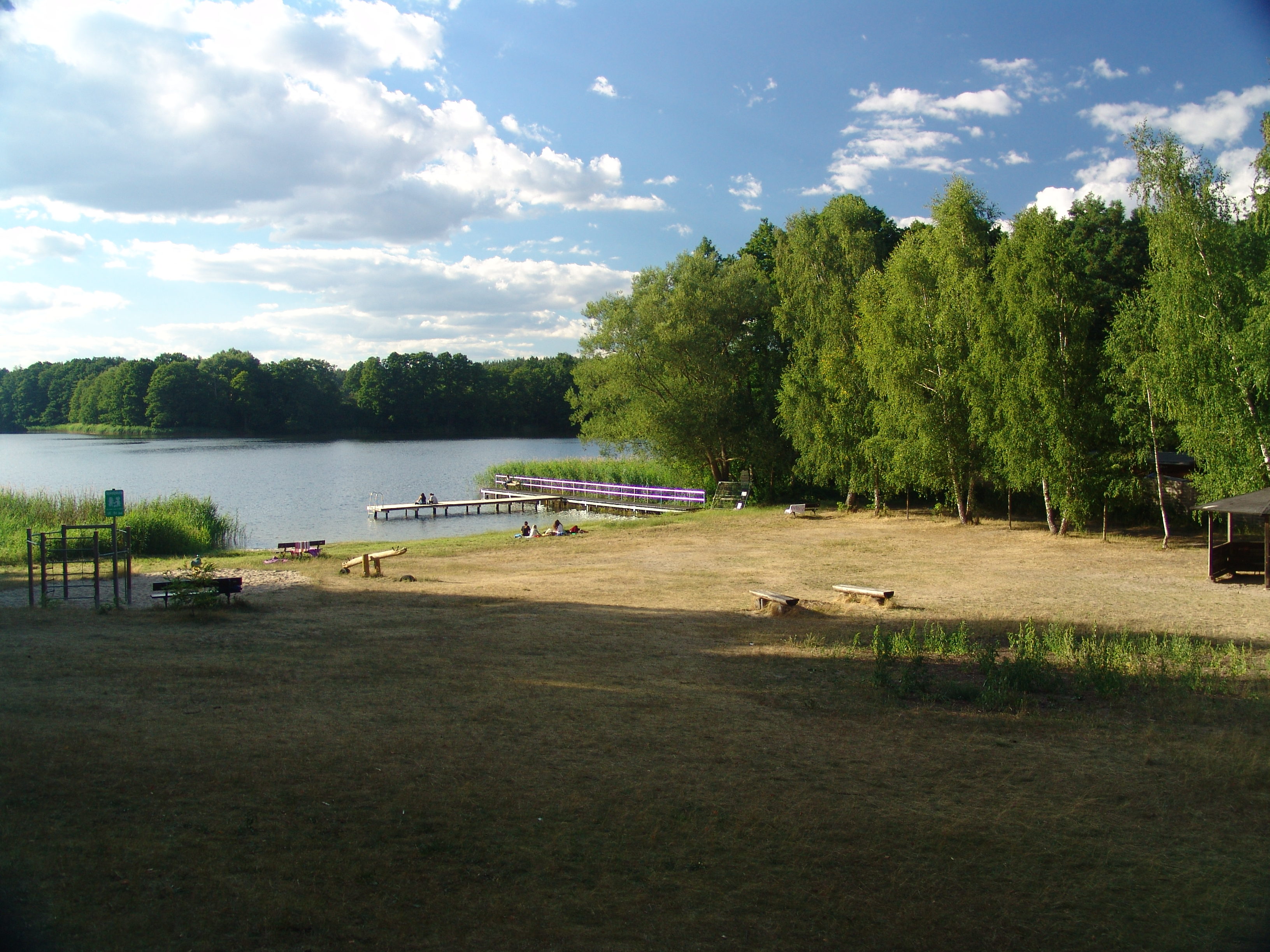
Badestelle von der Landseite

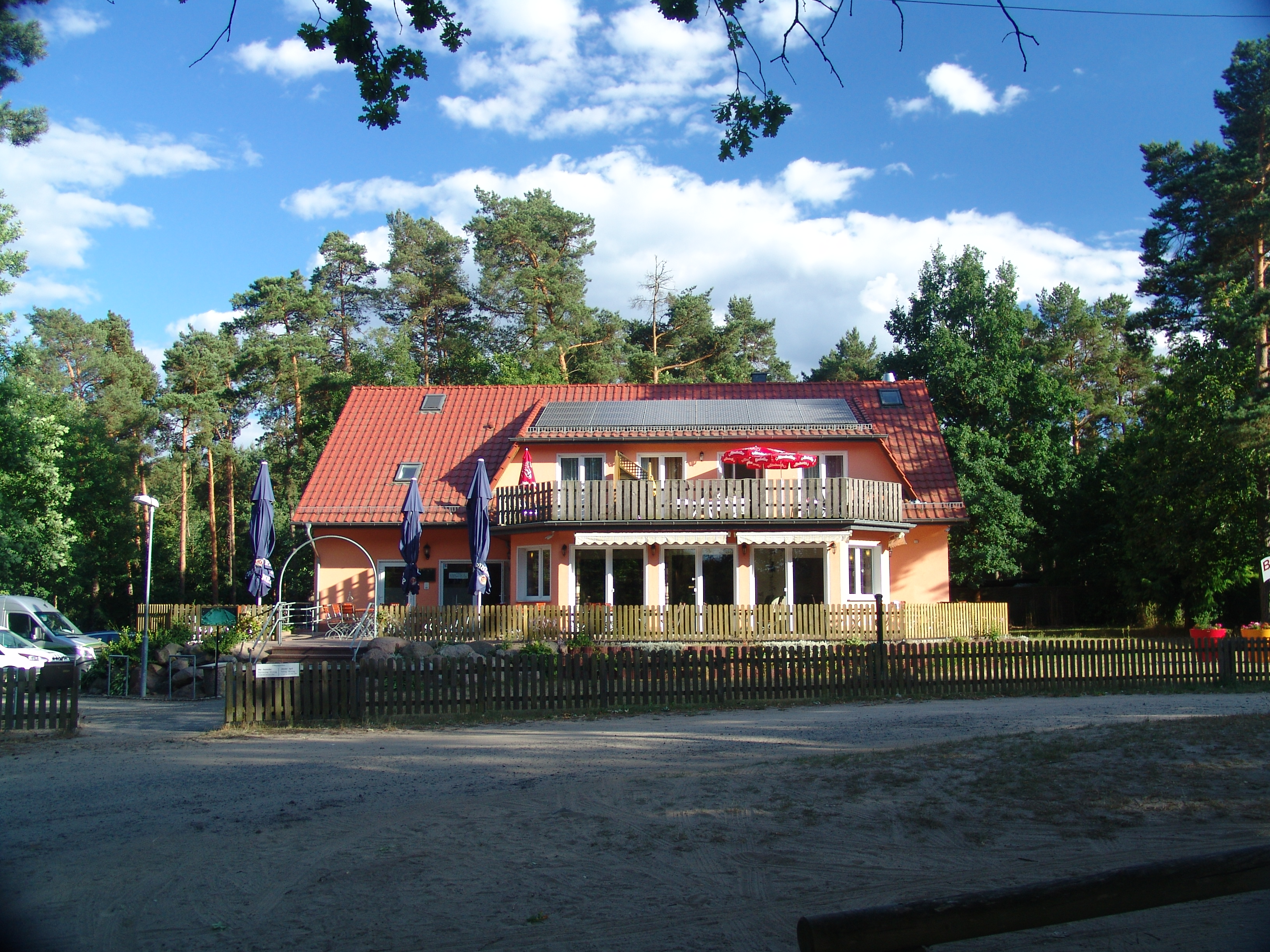
Restaurant Am Weissen See

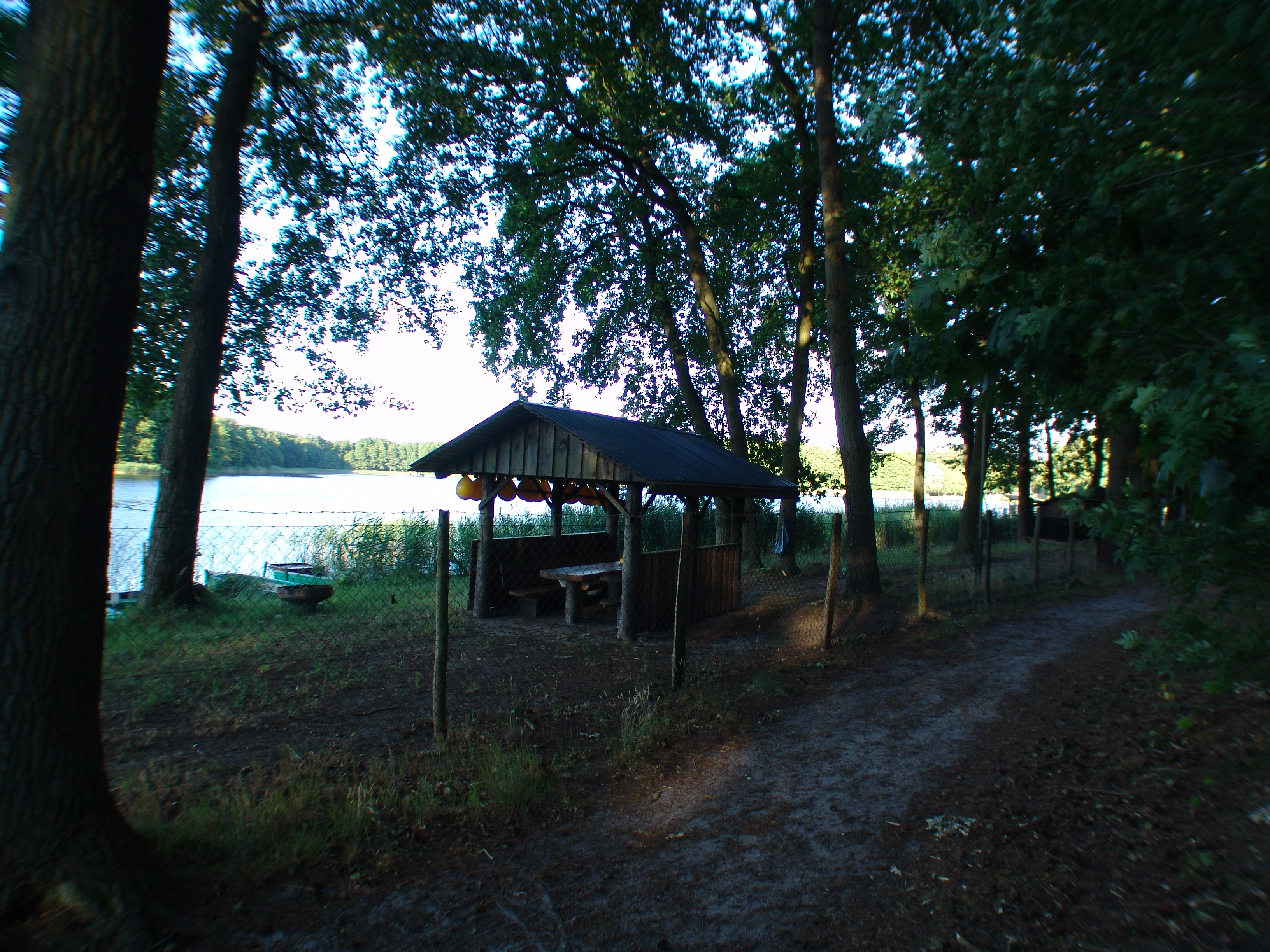
Bootsanlegestelle des Anglervereins

Der Weiße See entstand im Verlaufe der letzten Eiszeit im Pleistozän als Zungenbeckensee unter dem Druck des Inlandeises. Er ist Teil einer etwa 7 Kilometer langen Seenkette, zu der auch der Treptowsee, der Kuhpanzsee, der Wutzsee, der Mühlensee und der Beverinsee gehören. Bei einer Länge von etwa 1,15 Kilometern und einer maximalen Breite von 428 Metern bedeckt er eine Fläche von 20,6 Hektar. Die durchschnittliche Wassertiefe liegt bei 7,5 Metern. Der früher sehr starke Schilfgürtel des Sees hat sich seit den 1960er Jahren merklich gelichtet und erreicht nur an wenigen Stellen noch eine Breite von bis zu 7 Metern. Die Ufer weisen einen dichten Baumbestand auf. Jahreszeitlich stark schwankend erfolgt am Ostufer ein Zufluss aus dem Moorgebiet um den heute nahezu vollständig verlandeten Papensee. Der Abfluss zum Kuhpanzsee am Westufer entstand als künstlicher Durchstich vor dem Ersten Weltkrieg. Beide Verbindungen sind selbst für kleine Boote unpassierbar. Der Wasserspiegel des Sees schwankt saisonal und ist im Verlaufe der letzten Jahrzehnte deutlich abgesunken.
Um den See verläuft ein etwa 2,4 Kilometer langer, unbefestigter Rundwanderweg. Für Hunde besteht Leinenzwang. Das Befahren des Sees mit Segelbooten sowie mit Booten mit Motoren aller Art ist untersagt.

### Badestelle
In der Südostecke des Weißen Sees liegt eine öffentliche Badestelle mit einem aufgeschütteten Sandstrand, einer Steganlage und einem Kinderspielplatz. Die Wasserqualität ist aktuell (Stand 2018) als sehr gut zu bezeichnen, die Sichttiefe ist aufgrund des Algenwachstums saisonal stark schwankend.
Die Freifläche bildet den zentralen Ort der Siedlung und wird auch für Veranstaltungen genutzt. So wird traditionell zweimal im Jahr, zu Ostern und Halloween, ein Lagerfeuer entzündet. Im Winter dient die zum See abfallende Fläche bei ausreichender Schneedecke als Rodelberg.

### Restaurant und Pension Am Weissen See
Oberhalb der Liegewiese befindet sich das Restaurant „Am Weissen See“. Die Speisegaststätte bietet eine bodenständige Küche mit den typischen Geschmacksnoten der Region und besitzt eine Sonnenterrasse zum See. Zudem werden Pensionszimmer angeboten. Die Öffnungszeiten sind saisonal unterschiedlich.

### Töpferei
Die Werkstatt der Keramikerin Petra Wessel liegt im Buchfinkenweg in der Nähe der Badestelle. Ihre typische Schorfheidekeramik spiegelt Farbe und Struktur des märkischen Sandbodens und ist häufig mit dem Muster der hier wachsenden Erlenfrüchte verziert. Neben einem Werkstattverkauf finden hier regelmäßig Töpferkurse statt.

### Anglerverein
Der See ist Sportgewässer des Anglervereins Groß Schönebeck/Schorfheide e.V. als Rechtsnachfolger der ehemaligen Ortsgruppe Groß Schönebeck des Deutschen Anglerverbandes. Am Südufer befindet sich ein Vereinsgelände mit Bootsanlegestelle. Im Jahresverlauf werden verschiedene Angelaktivitäten und -wettbewerbe durchgeführt.

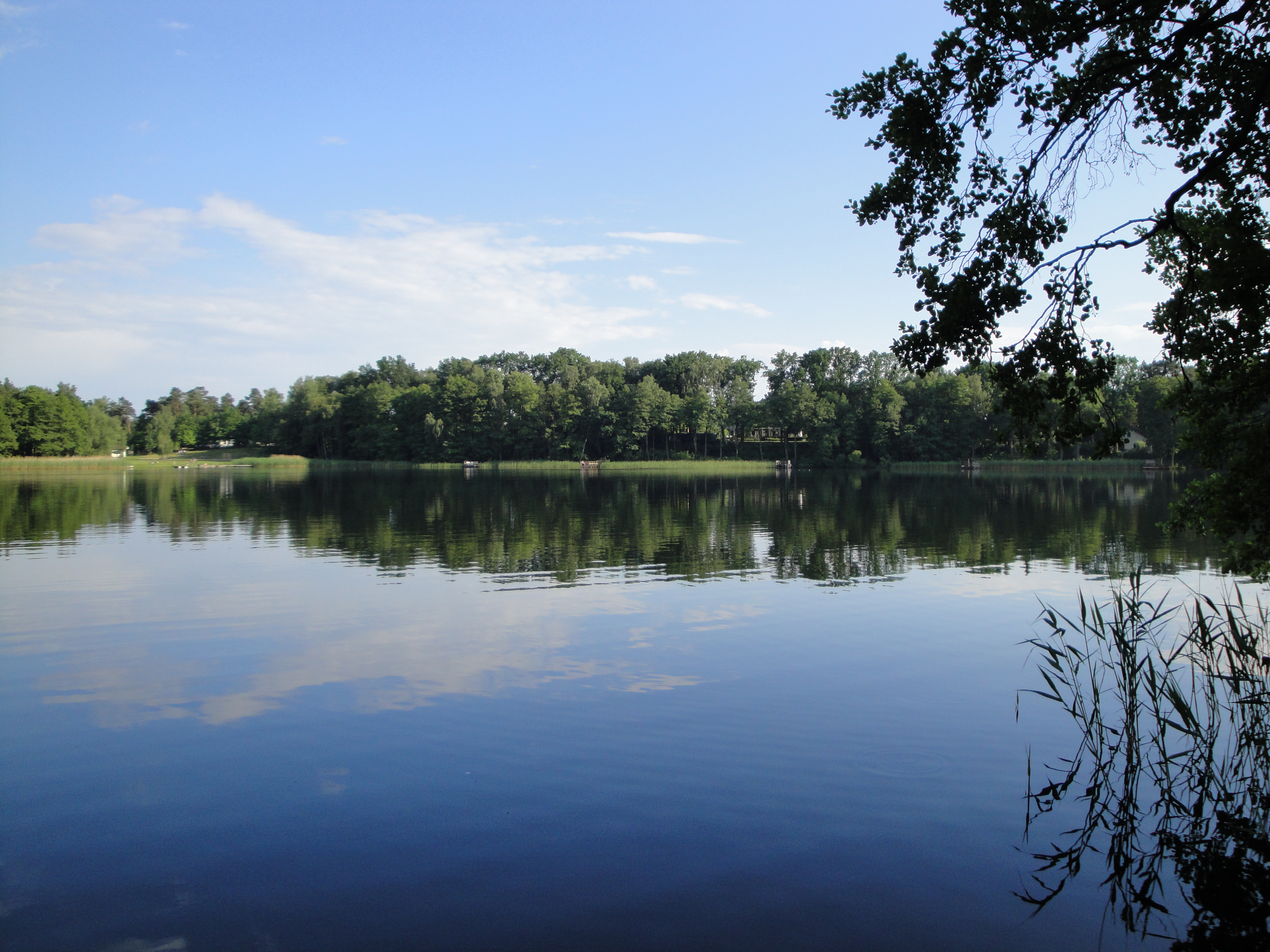
Südostecke des Weißen Sees
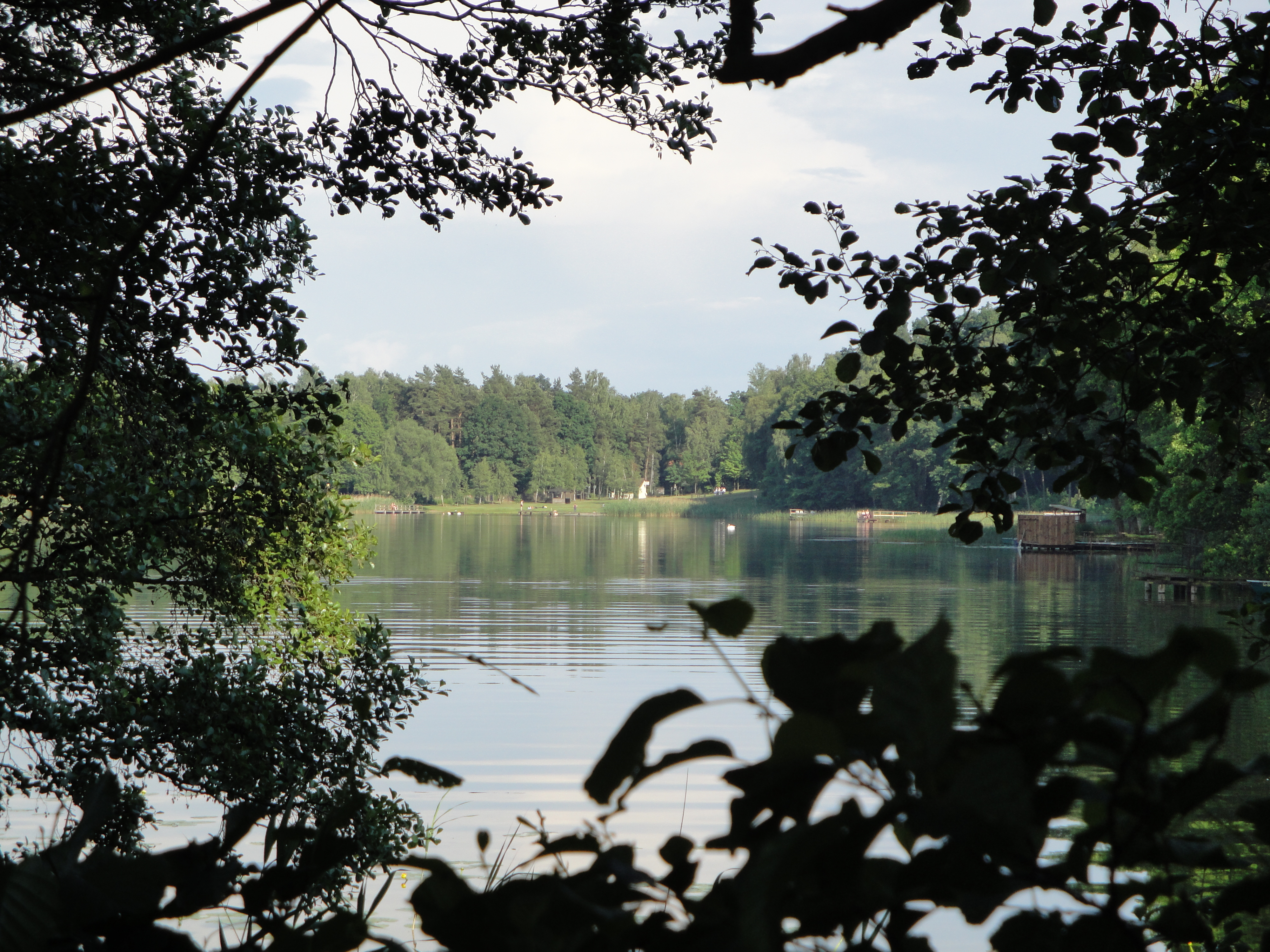
Weißer See, Südufer
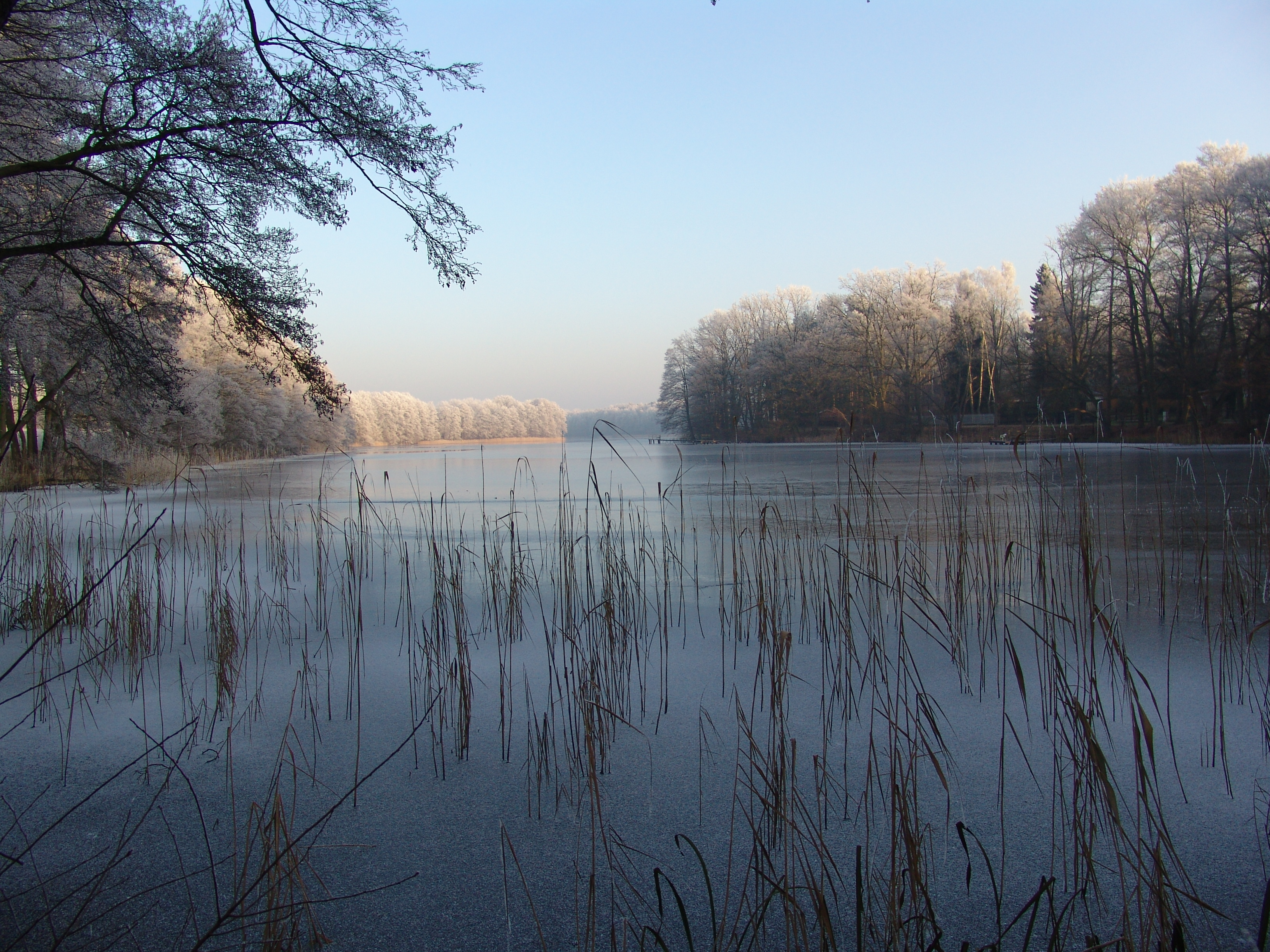
Weißer See, Westufer
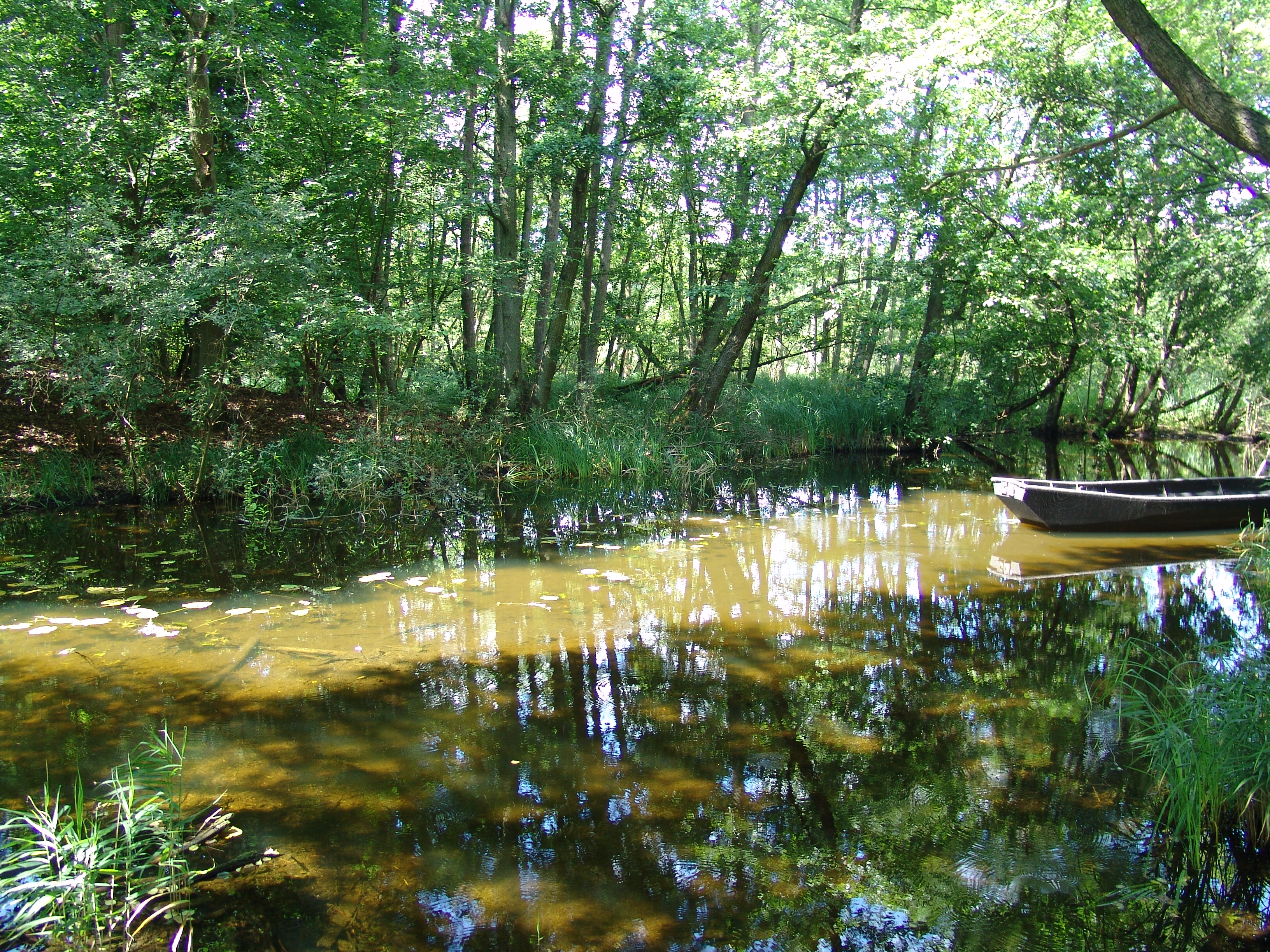
Partie am Aalkastenfließ

## Infrastruktur

### Verkehr
Die Siedlung ist über die Hammer Chaussee (Landesstraße 212) erschlossen, die den Ortsteil Groß Schönebeck der Gemeinde Schorfheide mit dem Ortsteil Hammer der Stadt Liebenwalde im Landkreis Oberhavel verbindet. Parallel zur Straße verläuft ein gut ausgebauter Radweg. An der Chaussee befinden sich im Ortsgebiet zwei Haltestellen der Barnimer Busgesellschaft. Mit der Buslinie 904, die auch als Schulbus dient, ist montags bis freitags Groß Schönebeck erreichbar.
Das Straßennetz innerhalb der Siedlung besteht weitgehend aus unbefestigten Wegen. Die zulässige Höchstgeschwindigkeit ist hier auf 20 km/h begrenzt. Eine Straßenbeleuchtung ist nicht flächendeckend vorhanden.

### Medien

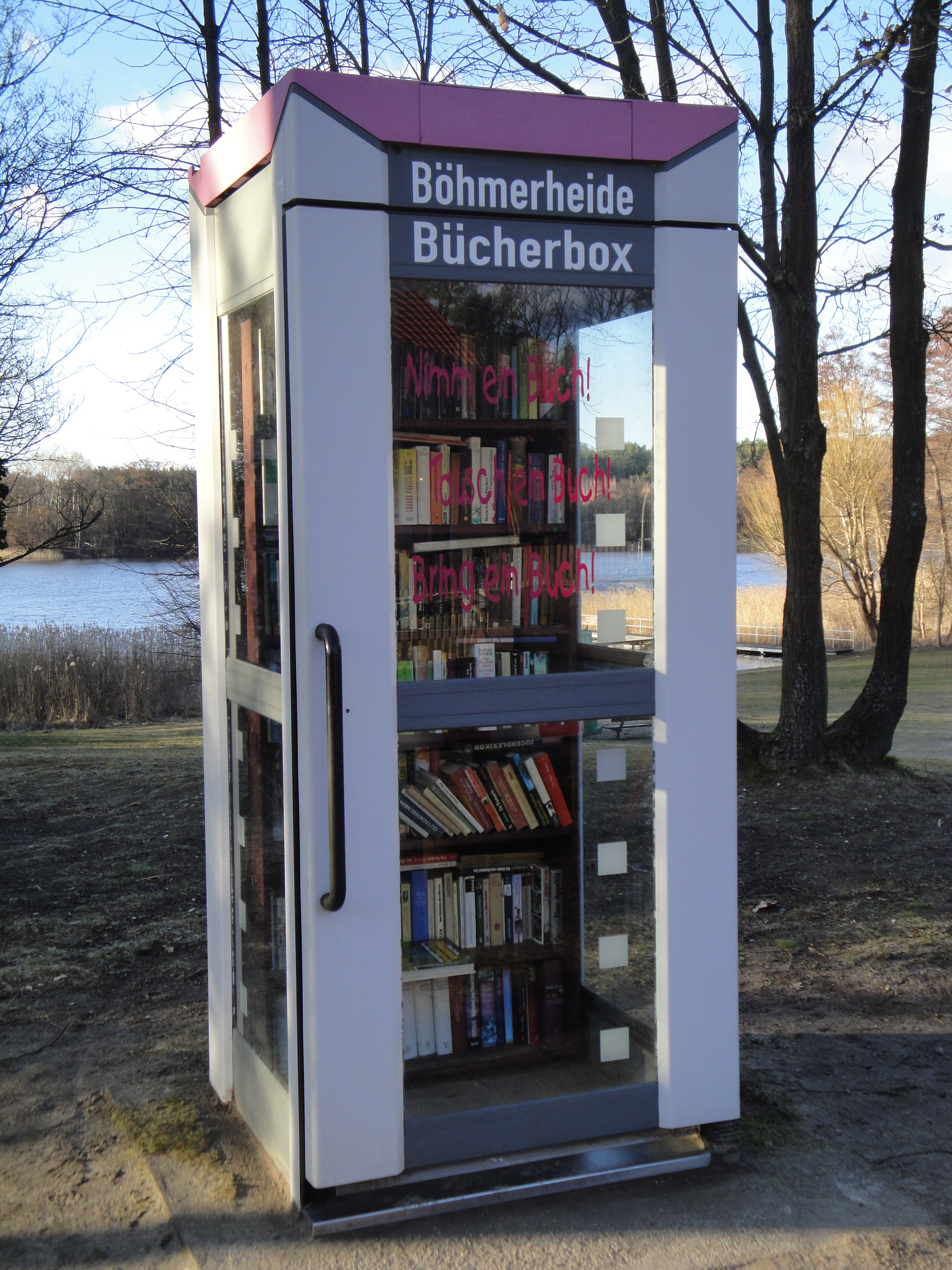
Böhmerheider Bücherbox

Eine Erschließung mit Strom, Trinkwasser, Erdgas und Telefon ist nahezu flächendeckend gegeben. Während die Stromversorgung innerorts größtenteils durch Erdkabel erfolgt, sind die Telefonanschlüsse weitgehend als Luftkabel ausgeführt. Durch einen Anschluss an das Glasfasernetz ist eine Breitband-Internetverbindung verfügbar. Aktuell sind in Teilen des Ortes schon Anbindungen nach dem VDSL 50-Standard möglich, geplant ist ein Highspeed-Ausbau für den gesamten Siedlungsbereich. Zu Beginn des Jahres 2021 errichtete die Deutsche Telekom an der Hammer Chaussee im Ortsbereich einen schon länger geplanten Mobilfunkmast. Die Frischwasserversorgung und Abwasserentsorgung erfolgen seit 1993 durch den Trink- und Abwasserzweckverband TAV Liebenwalde, wobei ein Teil der Siedlung schon fest an das Abwassernetz angeschlossen ist, während parallel noch eine Entsorgung durch abflusslose Sammelgruben erfolgt.
Nahe der Badestelle befindet sich mit der Böhmerheider Bücherbox ein öffentlicher Bücherschrank, der als Tauschbörse fungiert. Er entstand auf der Basis einer ausgedienten Telefonzelle vom Typ TelH90 der Deutschen Telekom. Öffentliche Bibliotheken besitzen die Ortsteile Groß Schönebeck (ca. 5 Kilometer) und Finowfurt (ca. 15 Kilometer).
Im Ortsbereich befindet sich jeweils ein Postbriefkasten der Deutschen Post AG sowie des regionalen Postdienstleisters City Brief Bote (CBB).

## Bildung
Böhmerheide besitzt keine eigenen Bildungseinrichtungen. Die nächstgelegene Kita „Kuhpanzwichtel“ (ca. 3,5 Kilometer) liegt im Ortsteil Hammer der Stadt Liebenwalde im Landkreis Oberhavel. Die nächste Grundschule sowie die Kindertagesstätte „Borstel“ befinden sich im Schorfheider Ortsteil Groß Schönebeck (ca. 6 Kilometer). Finowfurt, der Sitz der Gemeinde, (ca. 15 Kilometer) besitzt eine Oberschule mit Grundschulteil (Stand 2019).

## Persönlichkeiten
- Wilhelm Krug (1902/1903–1945), Drehbuchautor, Librettist und Liedtextdichter[22]
- Walter Vent (1920–2008), Botaniker, Leiter des Institutes für Spezielle Biologie an der Humboldt-Universität zu Berlin und des Späth-Arboretums[23][24]
- Wolfgang Speer (1926–2015), Maler und Grafiker, Künstlerischer Leiter des Grafik-Zentrums Pankow[25]
- Lothar Willmann (* 1936), Fotograf und Bildjournalist[26][27]
- Michael Gwisdek (1942–2020), Schauspieler und Filmregisseur, in Böhmerheide aufgewachsen[28] und lebte dort
- Corinna Harfouch (* 1954), Schauspielerin, lebt in Böhmerheide

## Trivia
„Böhmerheide“ ist für das 19. und 20. Jahrhundert fast nur als Ortsname belegt, nicht jedoch als Bezeichnung der Region. Die in den letzten Jahren häufiger anzutreffende Aussage, als Bewohner der Siedlung „in der Böhmerheide“ zu leben, ist somit semantisch falsch. Diese Gleichsetzung mit einer Landschaftsbezeichnung führt auch zu einer Veränderung der Betonung, so wird aus „Böhmer’heide“ zunehmend „'Böhmerheide“.